# 芦川丽
芦川丽（日语：／ Ashikawa Urara，2003年3月8日—），日本女子竞技体操运动员，2018年亚洲竞技体操锦标赛女子团体全能银牌得主、2019年世界杯科特布斯站女子平衡木金牌得主、2020年世界杯墨尔本站女子平衡木金牌得主、2021年世界竞技体操锦标赛女子平衡木金牌得主。